# Badami Bagh
Badami Bagh é uma cidade no distrito de Srinagar, no estado indiano de Jammu & Kashmir.

## Demografia
Segundo o censo de 2001, Badami Bagh tinha uma população de 13 477 habitantes. Os indivíduos do sexo masculino constituem 53% da população e os do sexo feminino 47%. Badami Bagh tem uma taxa de literacia de 71%, superior à média nacional de 59,5%; com 58% para o sexo masculino e 42% para o sexo feminino. 6% da população está abaixo dos 6 anos de idade.